# Rubus geoides
Rubus geoides är en rosväxtart som beskrevs av James Edward Smith. Rubus geoides ingår i släktet rubusar, och familjen rosväxter. Inga underarter finns listade i Catalogue of Life.

## Bildgalleri

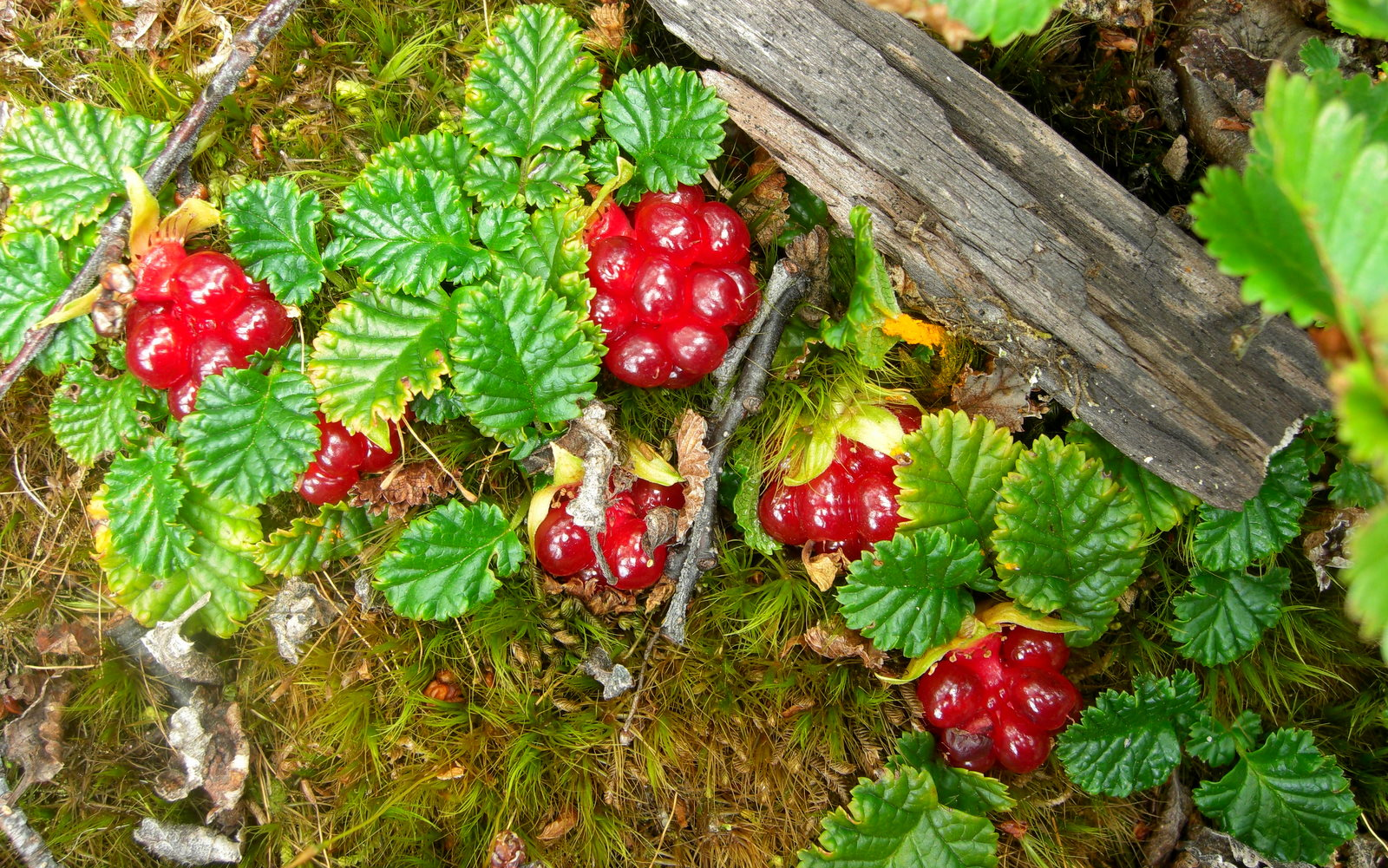